# Hoyos (Hiszpania)
Hoyos – gmina w Hiszpanii, w prowincji Cáceres, w Estramadurze, o powierzchni 15,09 km². W 2011 roku gmina liczyła 930 mieszkańców.